# 12.ª etapa da Volta a Espanha de 2018
A 12.ª etapa da Volta a Espanha de 2018 teve lugar a 6 de setembro de 2018 entre Mondoñedo e Estaca de Bares sobre um percurso de 181,1 km e foi ganhada pelo ciclista Alexandre Geniez da equipa AG2R La Mondiale. A liderança da Volta passou para as mãos do ciclista espanhol Jesús Herrada da equipa Cofidis

## Classificação da etapa
| \| Classificação por etapas \| Classificação por etapas \| Classificação por etapas \| Classificação por etapas \| Classificação por etapas \| \| Ciclista \| Ciclista \| Equipe \| Tempo \| \| \| ------------------------ \| ------------------------ \| ------------------------ \| ------------------------ \| ------------------------ \| \| 1. \| Alexandre Geniez \| AG2R La Mondiale \| 4h22m59s \| \| \| 2. \| Dylan van Baarle \| Team Sky \| + 0s \| \| \| 3. \| Mark Padun \| Bahrain-Merida \| + 0s \| \| \| 4. \| Dylan Teuns \| BMC Racing Team \| + 0s \| \| \| 5. \| Victor Campenaerts \| Lotto-Soudal \| + 2s \| \| \| 6. \| Davide Formolo \| Bora-Hansgrohe \| + 5s \| \| \| 7. \| Gianluca Brambilla \| Trek-Segafredo \| + 24s \| \| \| 8. \| Dries Devenyns \| Quick-Step Floors \| + 48s \| \| \| 9. \| Thomas De Gendt \| Lotto-Soudal \| + 2m27s \| \| \| 10. \| Valerio Conti \| UAE Team Emirates \| + 2m29s \| \| |                    |                   |          |
| |                    |                   |          |
| Fonte: ProCyclingStats |                    |                   |          |
| Classificação por etapas |                    |                   |          |
| Ciclista | Ciclista           | Equipe            | Tempo    |
| 1. | Alexandre Geniez   | AG2R La Mondiale  | 4h22m59s |
| 2. | Dylan van Baarle   | Team Sky          | + 0s     |
| 3. | Mark Padun         | Bahrain-Merida    | + 0s     |
| 4. | Dylan Teuns        | BMC Racing Team   | + 0s     |
| 5. | Victor Campenaerts | Lotto-Soudal      | + 2s     |
| 6. | Davide Formolo     | Bora-Hansgrohe    | + 5s     |
| 7. | Gianluca Brambilla | Trek-Segafredo    | + 24s    |
| 8. | Dries Devenyns     | Quick-Step Floors | + 48s    |
| 9. | Thomas De Gendt    | Lotto-Soudal      | + 2m27s  |
| 10. | Valerio Conti      | UAE Team Emirates | + 2m29s  |

## Classificações ao final da etapa

### Classificação geral
| \| Classificação geral \| Classificação geral \| Classificação geral \| Classificação geral \| Classificação geral \| \| Ciclista \| Ciclista \| Equipe \| Tempo \| \| \| ------------------- \| ------------------- \| -------------------------- \| ------------------- \| ------------------- \| \| 1. \| Jesús Herrada \| Cofidis, Solutions Crédits \| 50h28m56s \| \| \| 2. \| Simon Yates \| Mitchelton-Scott \| + 3m22s \| \| \| 3. \| Alejandro Valverde \| Movistar Team \| + 3m23s \| \| \| 4. \| Nairo Quintana \| Movistar Team \| + 3m36s \| \| \| 5. \| Ion Izagirre \| Bahrain-Merida \| + 3m39s \| \| \| 6. \| Tony Gallopin \| AG2R La Mondiale \| + 3m46s \| \| \| 7. \| Emanuel Buchmann \| Bora-Hansgrohe \| + 3m46s \| \| \| 8. \| Miguel Ángel López \| Astana \| + 3m49s \| \| \| 9. \| Rigoberto Urán \| EF Education First-Drapac \| + 3m54s \| \| \| 10. \| Steven Kruijswijk \| LottoNL-Jumbo \| + 4m05s \| \| |                    |                            |           |
| |                    |                            |           |
| Fonte: ProCyclingStats |                    |                            |           |
| Classificação geral |                    |                            |           |
| Ciclista | Ciclista           | Equipe                     | Tempo     |
| 1. | Jesús Herrada      | Cofidis, Solutions Crédits | 50h28m56s |
| 2. | Simon Yates        | Mitchelton-Scott           | + 3m22s   |
| 3. | Alejandro Valverde | Movistar Team              | + 3m23s   |
| 4. | Nairo Quintana     | Movistar Team              | + 3m36s   |
| 5. | Ion Izagirre       | Bahrain-Merida             | + 3m39s   |
| 6. | Tony Gallopin      | AG2R La Mondiale           | + 3m46s   |
| 7. | Emanuel Buchmann   | Bora-Hansgrohe             | + 3m46s   |
| 8. | Miguel Ángel López | Astana                     | + 3m49s   |
| 9. | Rigoberto Urán     | EF Education First-Drapac  | + 3m54s   |
| 10. | Steven Kruijswijk  | LottoNL-Jumbo              | + 4m05s   |

### Classificação por pontos
| Classificação por pontos | Classificação por pontos | Classificação por pontos | Classificação por pontos | Classificação por pontos |
| Ciclista                 | Ciclista                 | Equipe                   | Pontos                   |                          |
| ------------------------ | ------------------------ | ------------------------ | ------------------------ | ------------------------ |
| 1.                       | Alejandro Valverde       | Movistar Team            | 85 pts                   |                          |
| 2.                       | Peter Sagan              | Bora-Hansgrohe           | 83 pts                   |                          |
| 3.                       | Elia Viviani             | Quick-Step Floors        | 66 pts                   |                          |
| 4.                       | Benjamin King            | Dimension Data           | 58 pts                   |                          |
| 5.                       | Danny van Poppel         | LottoNL-Jumbo            | 56 pts                   |                          |
| 6.                       | Alessandro De Marchi     | BMC Racing Team          | 53 pts                   |                          |
| 7.                       | Giacomo Nizzolo          | Trek-Segafredo           | 53 pts                   |                          |
| 8.                       | Dylan Teuns              | BMC Racing Team          | 52 pts                   |                          |
| 9.                       | Michał Kwiatkowski       | Team Sky                 | 50 pts                   |                          |
| 10.                      | Bauke Mollema            | Trek-Segafredo           | 44 pts                   |                          |

### Classificação da montanha
| Classificação da montanha | Classificação da montanha | Classificação da montanha  | Classificação da montanha | Classificação da montanha |
| Ciclista                  | Ciclista                  | Equipe                     | Pontos                    |                           |
| ------------------------- | ------------------------- | -------------------------- | ------------------------- | ------------------------- |
| 1.                        | Luis Ángel Maté           | Cofidis, Solutions Crédits | 60 pts                    |                           |
| 2.                        | Benjamin King             | Dimension Data             | 33 pts                    |                           |
| 3.                        | Bauke Mollema             | Trek-Segafredo             | 30 pts                    |                           |
| 4.                        | Pierre Rolland            | EF Education First-Drapac  | 26 pts                    |                           |
| 5.                        | Thomas De Gendt           | Lotto-Soudal               | 16 pts                    |                           |
| 6.                        | Ben Gastauer              | AG2R La Mondiale           | 7 pts                     |                           |
| 7.                        | Alejandro Valverde        | Movistar Team              | 6 pts                     |                           |
| 8.                        | Alessandro De Marchi      | BMC Racing Team            | 6 pts                     |                           |
| 9.                        | Dylan Teuns               | BMC Racing Team            | 6 pts                     |                           |
| 10.                       | Nikita Stalnow            | Astana                     | 6 pts                     |                           |

### Classificação da combinada
| Classificação de combinados | Classificação de combinados | Classificação de combinados | Classificação de combinados | Classificação de combinados |
| Ciclista                    | Ciclista                    | Equipe                      | Pontos                      |                             |
| --------------------------- | --------------------------- | --------------------------- | --------------------------- | --------------------------- |
| 1.                          | Alejandro Valverde          | Movistar Team               | 11 pts                      |                             |
| 2.                          | Benjamin King               | Dimension Data              | 26 pts                      |                             |
| 3.                          | Miguel Ángel López          | Astana                      | 37 pts                      |                             |
| 4.                          | Bauke Mollema               | Trek-Segafredo              | 42 pts                      |                             |
| 5.                          | Simon Yates                 | Mitchelton-Scott            | 49 pts                      |                             |
| 6.                          | Michał Kwiatkowski          | Team Sky                    | 50 pts                      |                             |
| 7.                          | Nairo Quintana              | Movistar Team               | 51 pts                      |                             |
| 8.                          | Dylan Teuns                 | BMC Racing Team             | 57 pts                      |                             |
| 9.                          | Simon Clarke                | EF Education First-Drapac   | 81 pts                      |                             |
| 10.                         | Gianluca Brambilla          | Trek-Segafredo              | 86 pts                      |                             |

### Classificação por equipas
| Classificação por equipes | Classificação por equipes                | Classificação por equipes | Classificação por equipes |
| Equipe                    | Equipe                                   | Tempo                     |                           |
| ------------------------- | ---------------------------------------- | ------------------------- | ------------------------- |
| 1.                        | Bahrain-Merida                           | 151h23m41s                |                           |
| 2.                        | Lotto NL-Jumbo                           | + 14m10s                  |                           |
| 3.                        | Movistar Team                            | + 15m05s                  |                           |
| 4.                        | Dimension Data                           | + 15m32s                  |                           |
| 5.                        | Sky                                      | + 16m19s                  |                           |
| 6.                        | Bora-Hansgrohe                           | + 19m47s                  |                           |
| 7.                        | AG2R La Mondiale                         | + 21m40s                  |                           |
| 8.                        | EF Education First-Drapac p/b Cannondale | + 32m31s                  |                           |
| 9.                        | Astana                                   | + 34m04s                  |                           |
| 10.                       | Euskadi Basque Country-Murias            | + 41m07s                  |                           |

## Abandonos
Nenhum.